# 653564 Genersich
653564 Genersich è un asteroide della fascia principale interna. Scoperto nel 2003, presenta un'orbita caratterizzata da un semiasse maggiore pari a 2,379209 UA e da un'eccentricità di 0,180647, inclinata di 2,199070° rispetto all'eclittica.